# Кубок Латвийской ССР по футболу 1972
Кубок Латвийской ССР по футболу 1972 — розыгрыш Кубка Латвийской ССР.

## 1/4 финала
| Хозяева         | Счёт | Гости                        |
| --------------- | ---- | ---------------------------- |
| Юрниекс (Рига)  | 3:2  | Сарканайс металургс (Лиепая) |
| ВЭФ (Рига)      | ?:?  | ?                            |
| Пилот (Рига)    | 8:3  | Автомобилист (Елгава)        |
| Электрон (Рига) | ?:?  | ?                            |

## 1/2 финала
| Хозяева        | Счёт | Гости           |
| -------------- | ---- | --------------- |
| Юрниекс (Рига) | 2:0  | ВЭФ (Рига)      |
| Пилот (Рига)   | 4:0  | Электрон (Рига) |

## Финал
| Дата | Хозяева        | Счёт      | Гости        |
| ---- | -------------- | --------- | ------------ |
|      | Юрниекс (Рига) | 1:0 (0:0) | Пилот (Рига) |